# Zenshūyō
Zenshūyo (禅宗様 lit. estilo Zen?) es un estilo de arquitectura budista japonesa derivada de la arquitectura de la dinastía Song de China. El nombre surgió después de que la secta Zen del budismo, lo llevó a Japón, surgiendo a finales del siglo XII o principios del siglo XIII. Junto con Wayō y Daibutsuyō, es uno de los tres estilos más significativos desarrollados por el budismo japonés sobre la base de modelos chinos. Hasta la Segunda Guerra Mundial, este estilo fue llamado karayō (唐様 Chinese style?), pero, al igual que el estilo Daibutsuyō, fue re-bautizado por Ōta Hirotaro, un erudito del siglo XX. Sus características más típicas son más o menos la disposición lineal de la Garan, puertas con paneles que cuelgan de las bisagras, tokyō intercolumnar, katōmado, vigas de cola, adornos llamados kibana y techos decorativos contenidos.

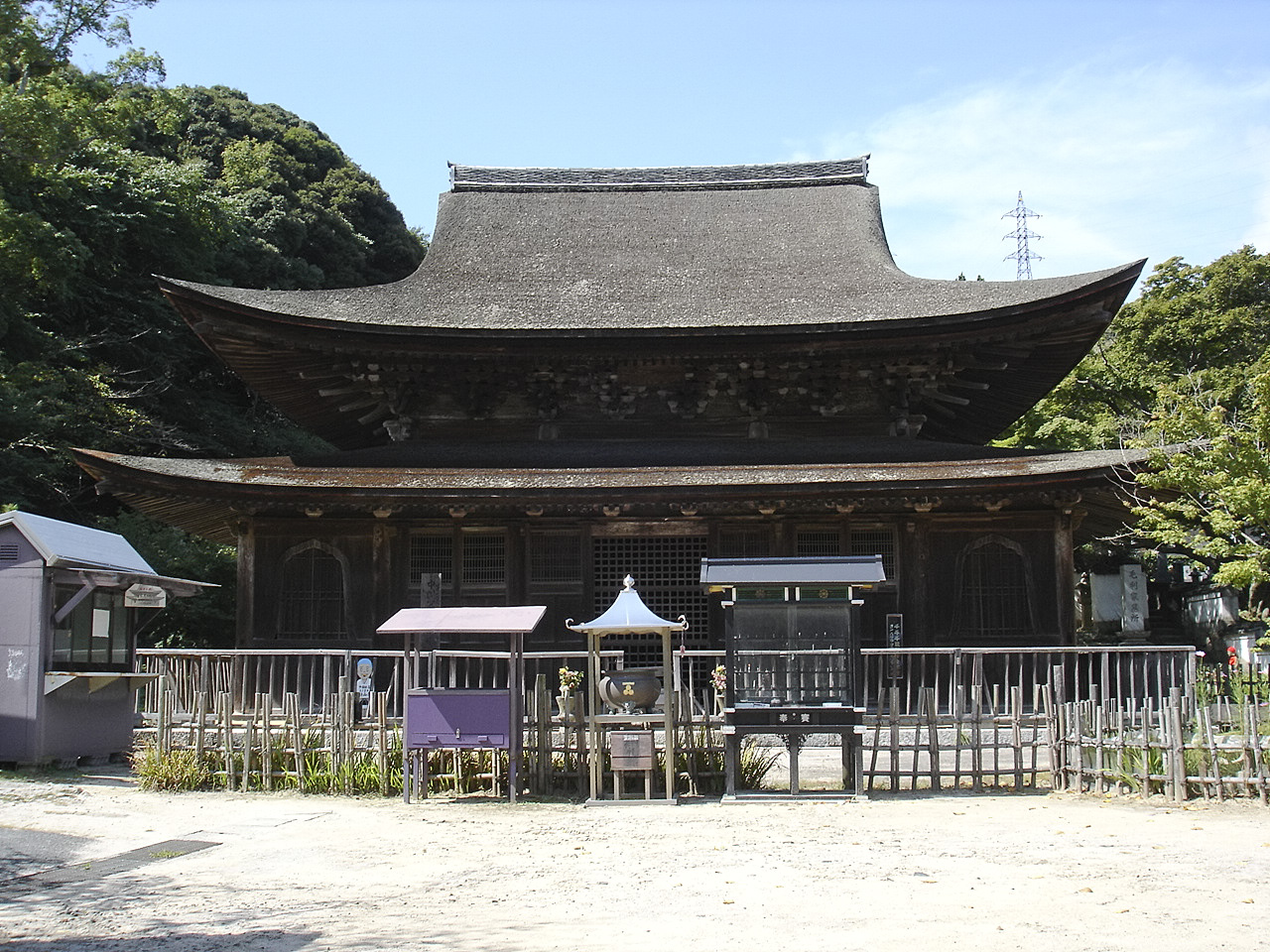
butsuden de Kōzan-ji en Shimonoseki

El butsuden de Kōzan-ji en Shimonoseki, el shaka-dō de Zenpuku-in en Kainan, Wakayama y la pagoda de Anraku-ji en Ueda, Nagano, todos del periodo Kamakura, se consideran los tres edificios de estilo Zenshūyō más importantes, Butsuden de Kozan-ji (construido en 1320) es el edificio más antiguo existente en el estilo Zenshūyō en Japón.

## Historia

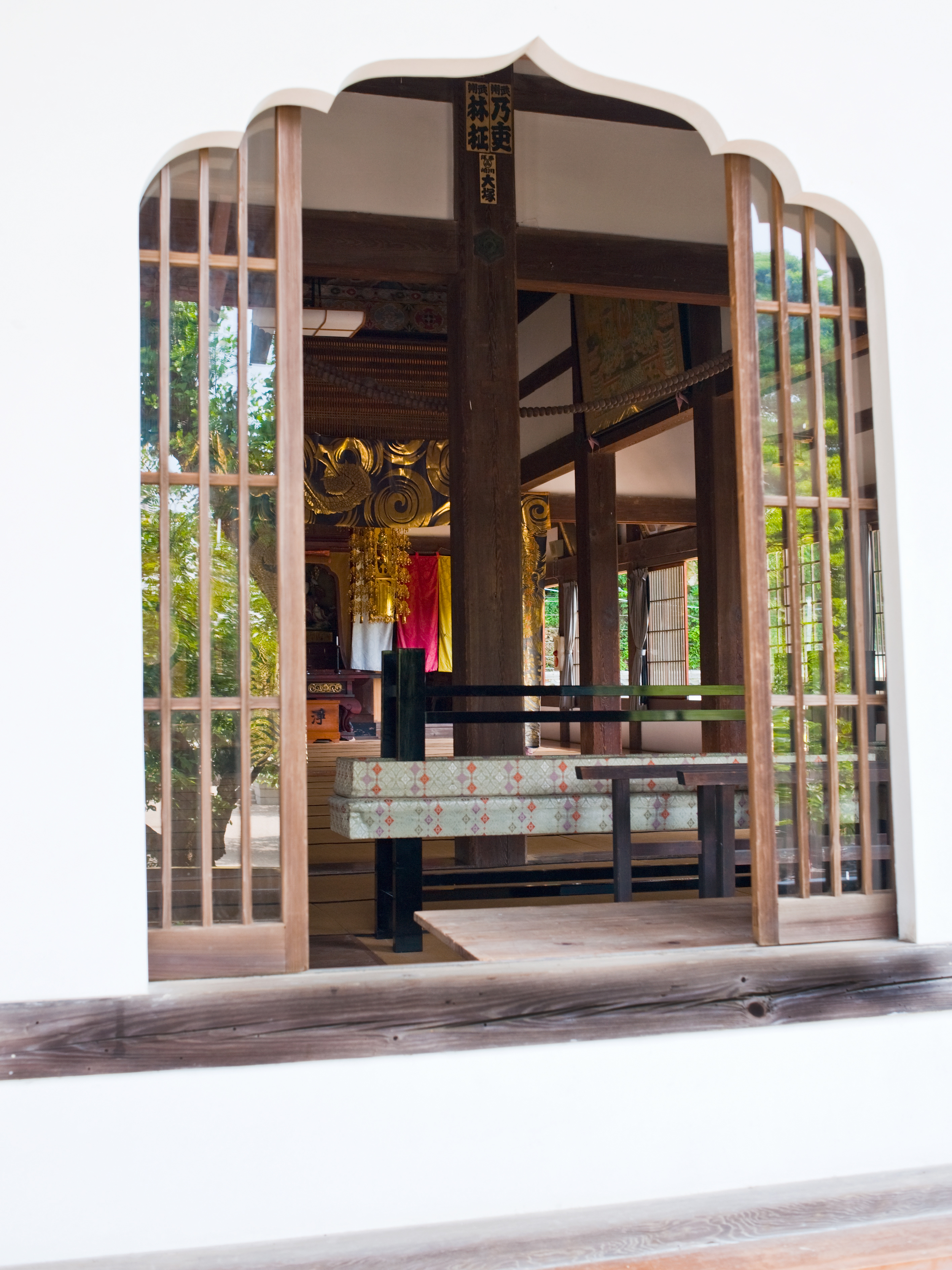
Un katōmado Zen

A finales del siglo XII, más o menos, Chōgen estaba reconstruyendo Todai-ji, y en el proceso fue creado el estilo arquitectónico que más tarde se llamaría Daibutsuyō, dos monjes fueron introduciendo Zen a Japón. Primero fue Eisai, que trajo las enseñanzas Rinzai a Kamakura. Al contar con el apoyo de los shogun Minamoto no Yoriie, se pudo fundar templos, tanto en Kamakura y Kioto.
Un poco más tarde, Dōgen introdujo la escuela Sōtō a Japón. A diferencia de Eisai, él negó el apoyo de regente de Kamakura Hōjō Tokiyori y abrió su templo principal, Eihei-ji, dentro de los bosques de la actual prefectura de Fukui. El éxito de las sectas Zen, que fueron abrazado por la casta guerrera, significaba que eran capaces de introducir al país también un nuevo estilo arquitectónico, como el Daibutsuyō derivado de la arquitectura de la dinastía Song, pero muy diferente en espíritu.
Después de llegar a Japón el estilo comenzó a evolucionar en respuesta a las condiciones locales y gustos. Entre sus innovaciones está el techo, cubierto de tejas de madera en lugar de azulejos, como en China. También, los templos Zen tienen una estructura llamada "techo oculto", que consiste en dos cubiertas, la verdadera y una segunda por debajo de ella. El segundo, el falso techo oculta el primero, por lo que es posible la obtención de techos inclinados y aleros poco profundas. La invención del techo oculto en el siglo X permite la inclinación del lado inferior del techo para ser completamente diferente de la de la exterior, por lo que los templos japoneses se sienten muy diferentes de sus homólogos chinos.

## Características

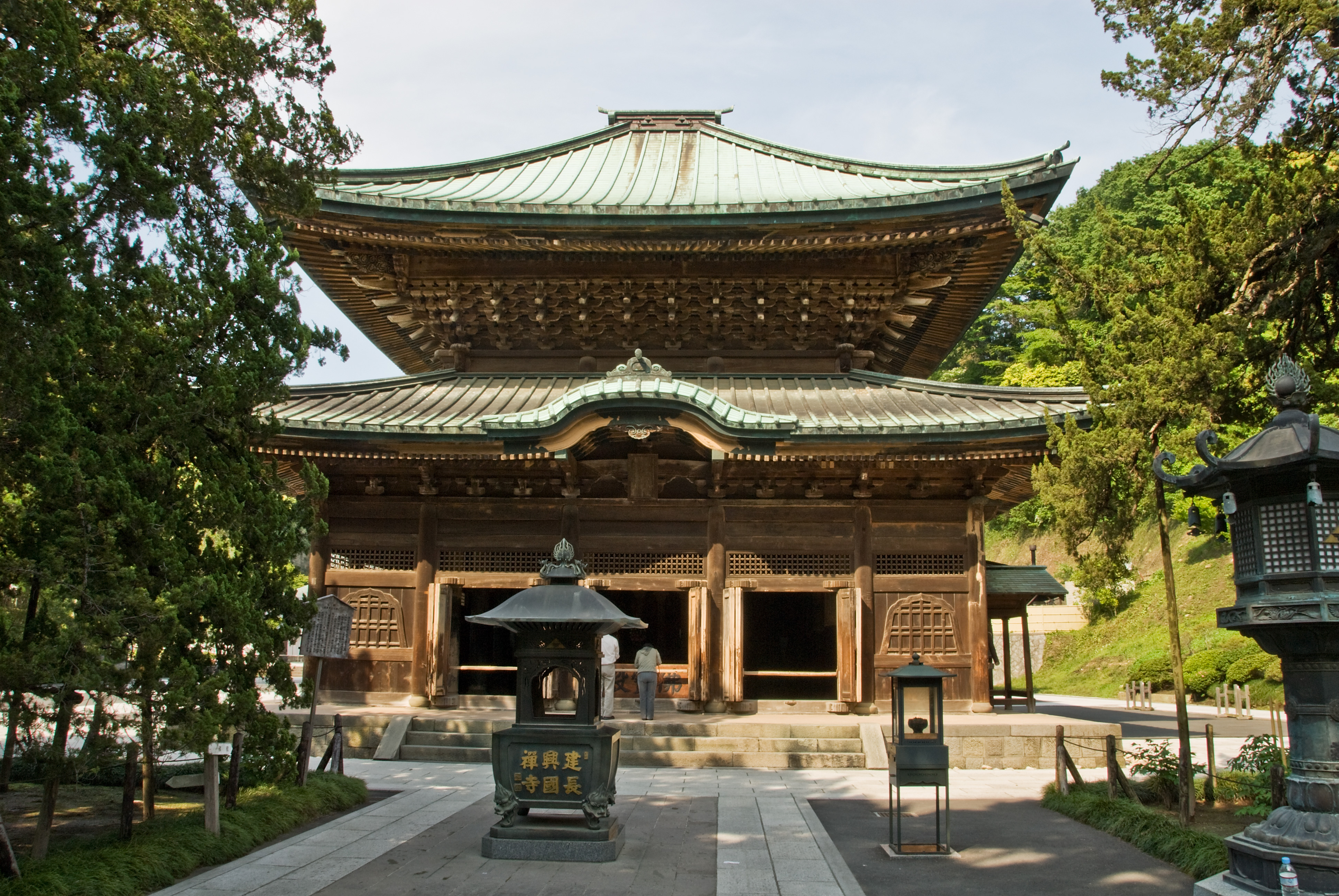
un típico salón principal Zen

La secta Zen tuvo mucho éxito, y por lo tanto fue a menudo imitado. Muchas de sus innovaciones fueron, por tanto, ampliamente adoptado por otras escuelas budistas. Las características de Zenshūyō son techos decorativos contenidos (mokoshi) y techos principales marcadamente curvos, ventanas con cúspide (katōmado), pisos de tierra y puertas con paneles. Las estructuras de madera son relativamente ligeras, diseño claros y ordenados. Todos los edificios se erigen sobre piedra y disponen de piedra o pisos de tierra.
Otras características importantes son:
- Composición garan más o menos fijo en el diseño

La disciplina del Zen es estricta y sus normas son muchas y complejas. Como consecuencia, el Zen garan tiene un diseño alargado y de forma bilateral simétrica típica donde están predeterminados de cada forma del edificio, posición, escala y uso. Por el contrario, las escuelas más antiguas como Tendai y Shingon utilizan disposiciones más irregulares de construcción que tengan en cuenta las características del terreno. La garan típica Zen, de los cuales kencho-ji es un buen ejemplo, comienza con una puerta seguida de otra, una más grande (sanmon), la sala principal (el butsuden), la sala de lectura (hattō), y la residencia del jefe del abad (hōjō) todos alineados más o menos en un eje de norte a sur, con el baño de la casa (yokushitsu) y el repositorio sūtra (kyōzō) al este, y la sala de los monjes (sodō) al oeste.
- El uso de vigas penetrantes

Durante el período Heian los templos se construyeron utilizando sólo vigas no penetrantes (nageshi (長押?)) hecho a la medida alrededor de las columnas y pilares, y luego clavado. El estilo daibutsuyō y el estilo zenshūyō los sustituyeron por vigas penetrantes (nuki (長押?)), Que atraviesan la columna, y eran, por tanto, mucho más eficaces contra los terremotos. Sin embargo el nageshi fue retenido como elemento puramente decorativo.
- Tokyō entre los postes

Mientras que otros estilos ponen abrazaderas en el techo de apoyo solo por encima de columnas, templos Zen tienen también entre las columnas.
- Tōrihijiki

Cada paso de abrazadera tiene su propio tōrihijiki o tōshihijiki (通り肘木?), Una larga viga horizontal paralela a la pared y se inserta en el paso de abrazadera. Fortalece la estructura, mientras que al mismo tiempo da apoyo a las vigas del techo.
- Odaruki

Tercer paso de un tokyō es generalmente apoyada por una llamada viga de cola viga de cola (尾垂木 odaruki?), Un voladizo situado entre el segundo y el tercer paso. El nombre se refiere a su forma típica, similar a una cola que sobresale de la ménsula.
- Kibana

Otra característica del Zenshūyō es la kobushibana (拳鼻?) or kibana (木鼻?), Una decoración en forma de nariz con un motivo en espiral tallada en una viga después del último soporte que sobresale.
- Vigas del techo en forma de abanico

Las vigas del techo hacia el exterior irradian desde un único punto central.
- Puertas con paneles

Las puertas llamadas sankarado (桟唐戸?) están hechas de paneles separados y no se deslizan, pero se fijan a las vigas de soporte por bisagras pesadas llamados waraza (藁座?). Por encima de los paneles de la puerta corre un travesaño, que permite el paso de la luz a través de aberturas curvadas.
- Sōmon y sanmon

La entrada de un templo Zen se entra por dos puertas simbólicas, el sōmon y más importante el sanmon.
- Mokoshi

Típico del estilo es también la sala principal (butsuden), que tiene un solo piso, pero parece tener dos debido a la presencia de un pasillo techado llamado mokoshi.
- Ventanas con cúspide

Los templos Zen tienen ventanas en forma de campana típicas llamadas katōmado (火灯窓 ventana de luz de fuego?). Originalmente los dos lados eran verticales, pero adquirieron un sesgo más adelante. Su uso se ha extendido, y se puede encontrar incluso en los santuarios sintoístas y castillos.
- Sin pagoda

Debido a la disminución en el uso de las pagodas, como el de otras escuelas más jóvenes del Zen garan por lo general no tiene una pagoda.

## Ejemplos de Zenshūyō

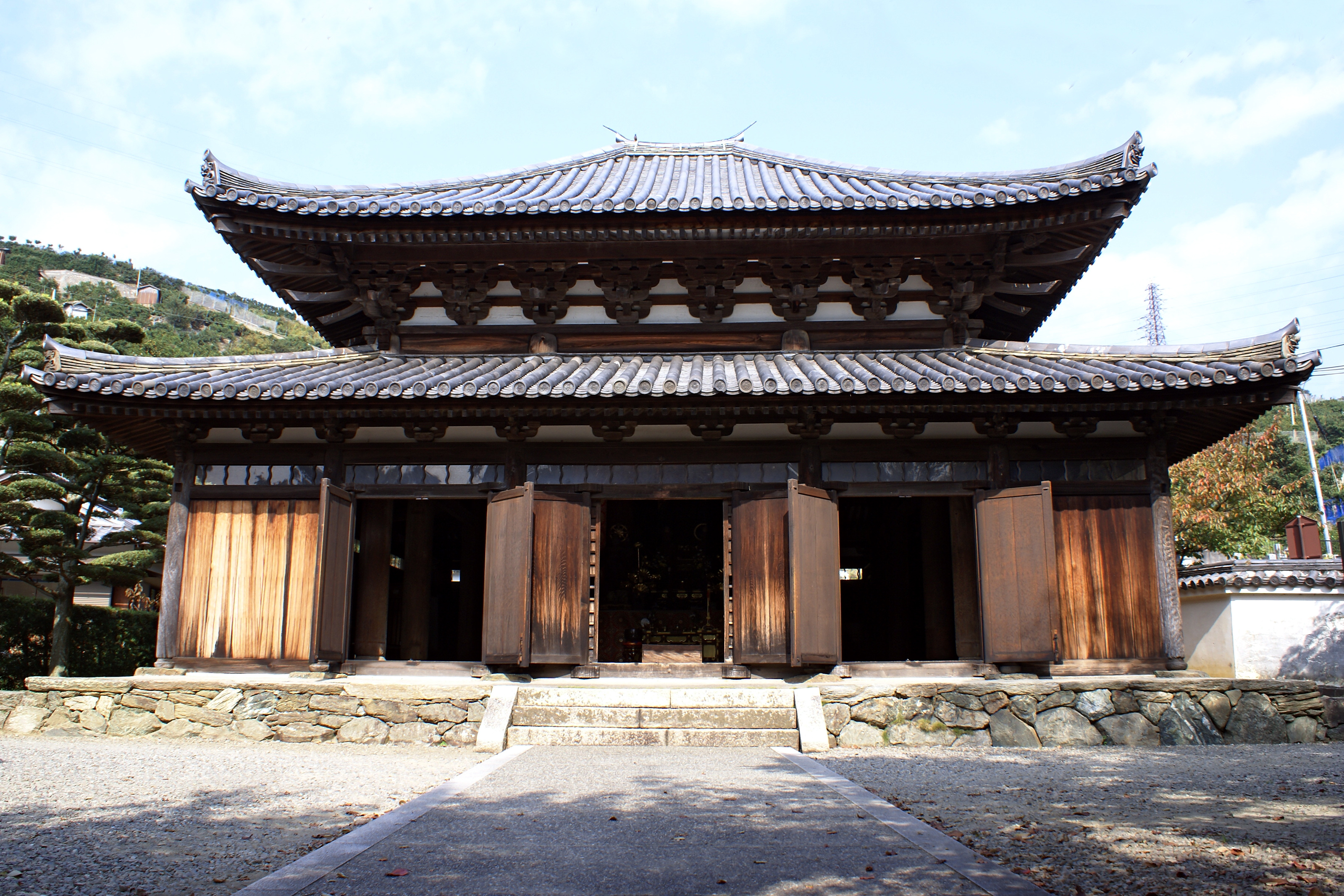
shaka-Dō de Zenpuku-in, construido en 1327
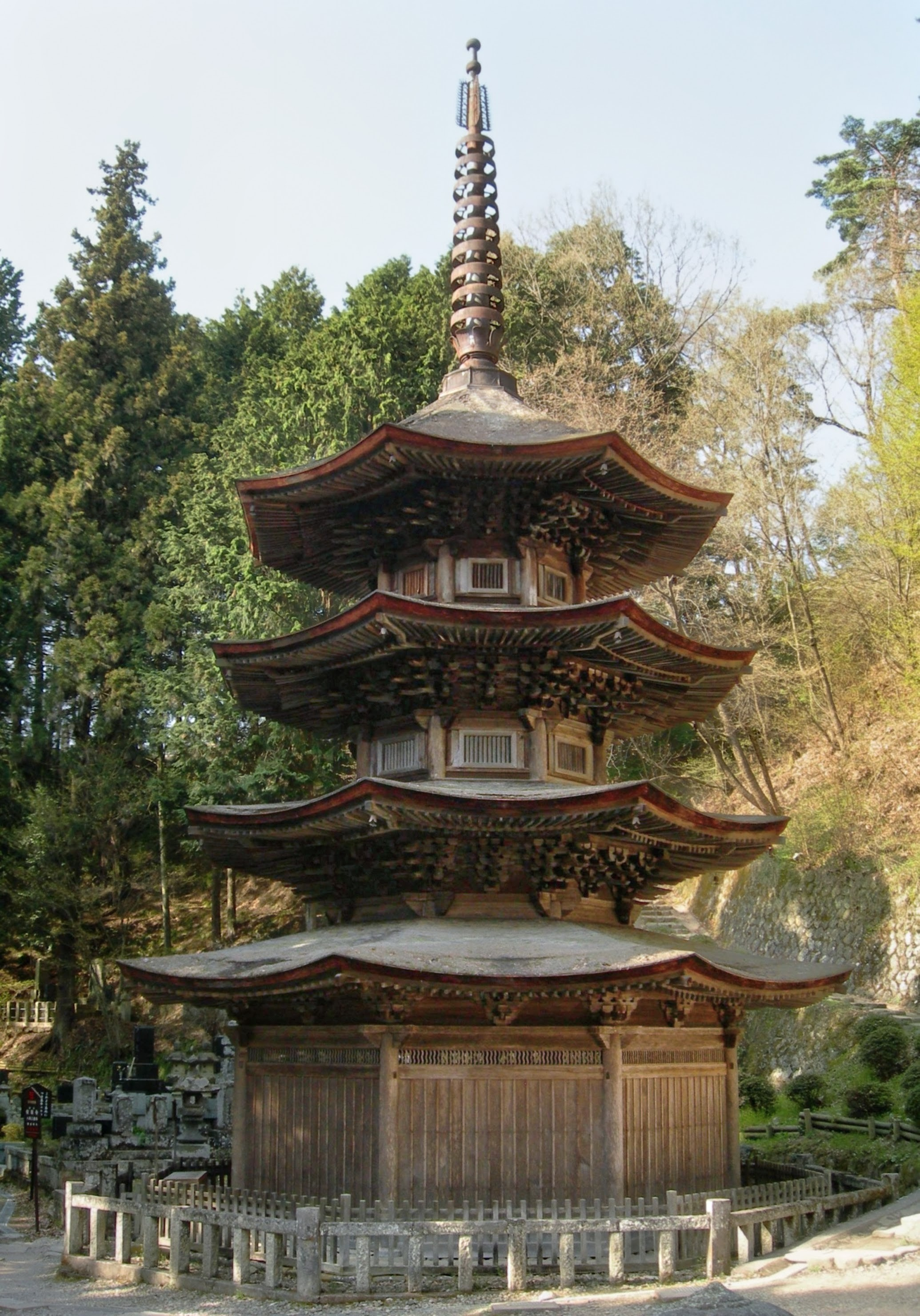
Pagoda de Anraku-ji, construido en el siglo XIV
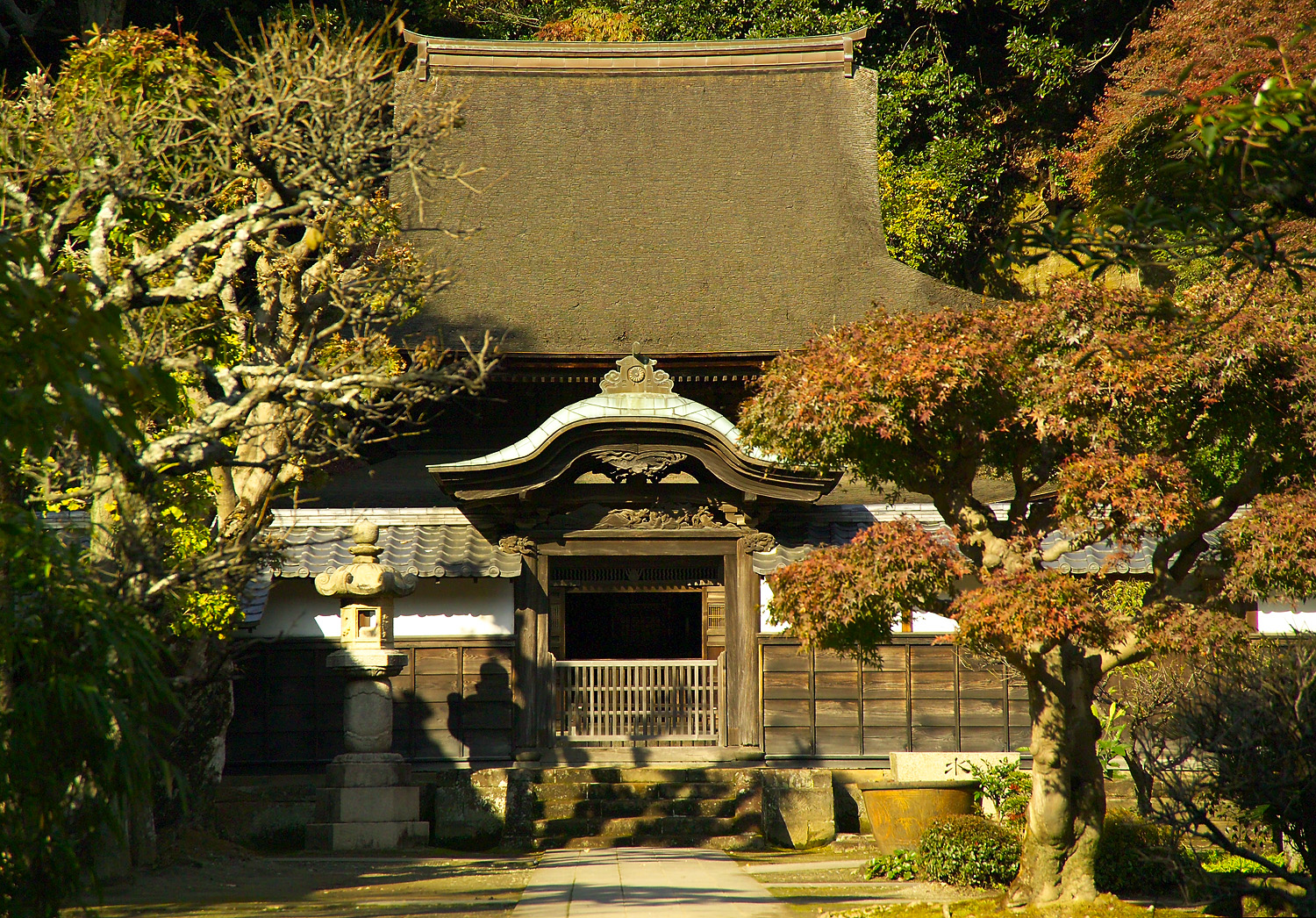
Shariden de Engaku-ji

## Galería

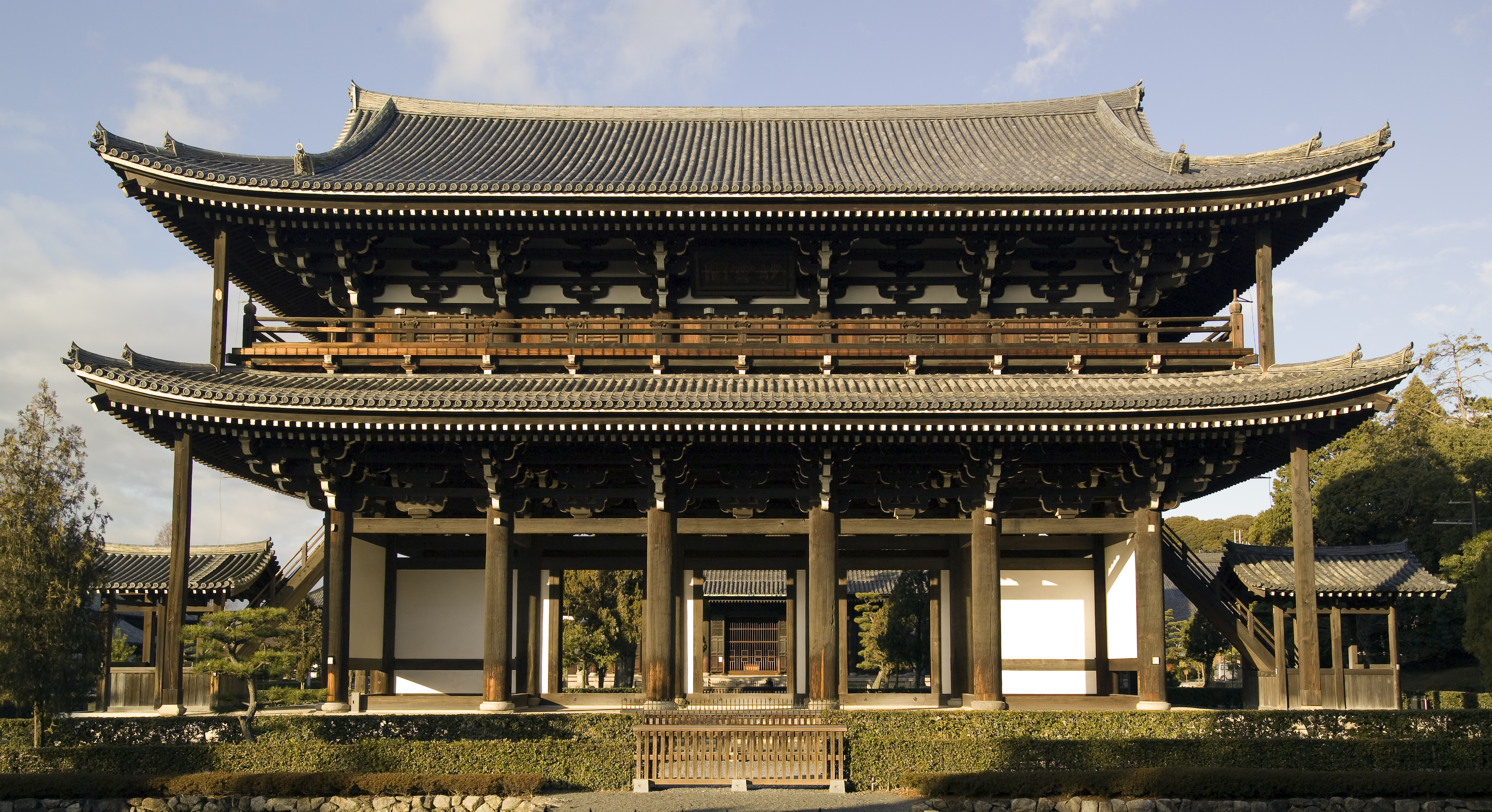
sanmon Zen (Tōfuku-ji)
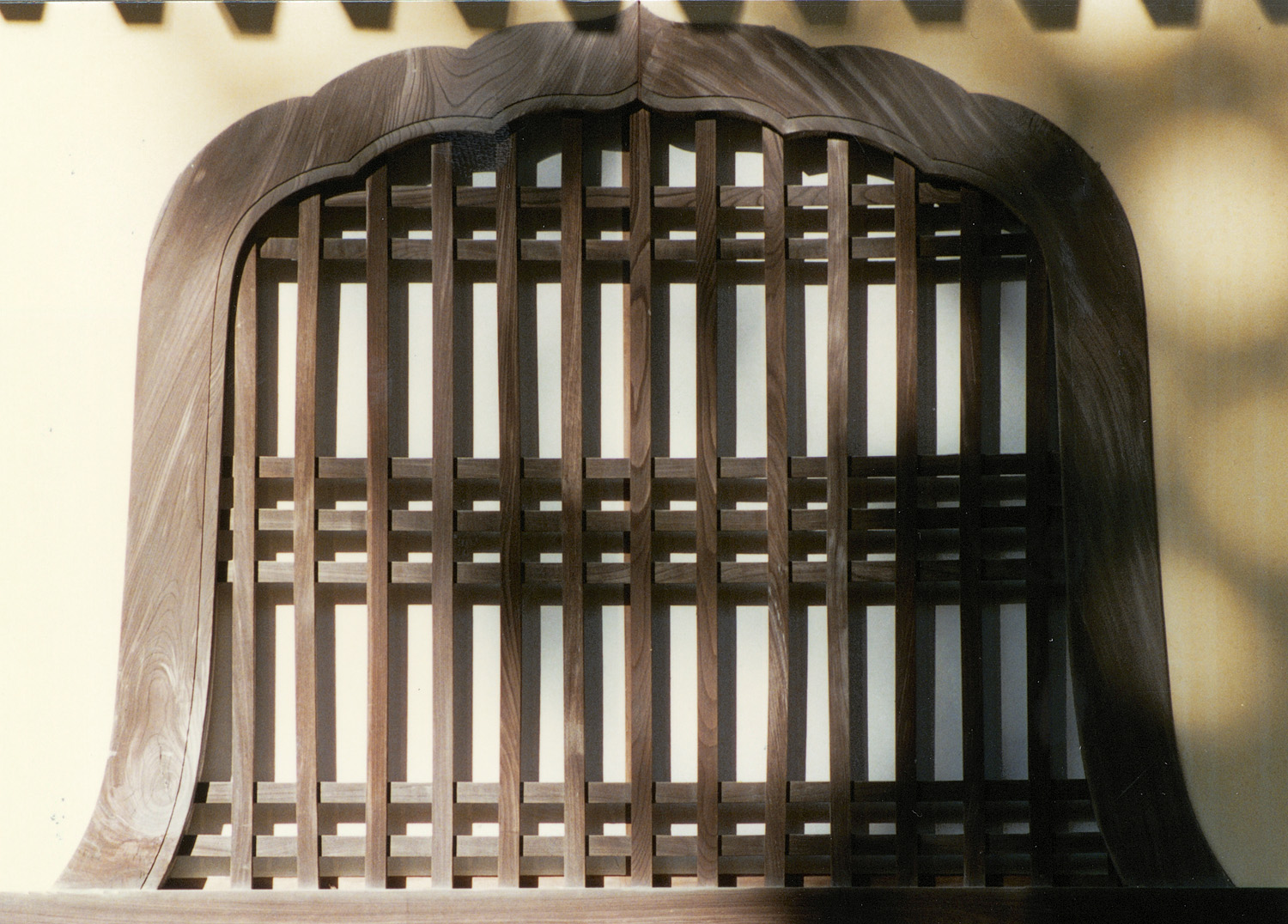
Katōmado (Nanzen-ji)
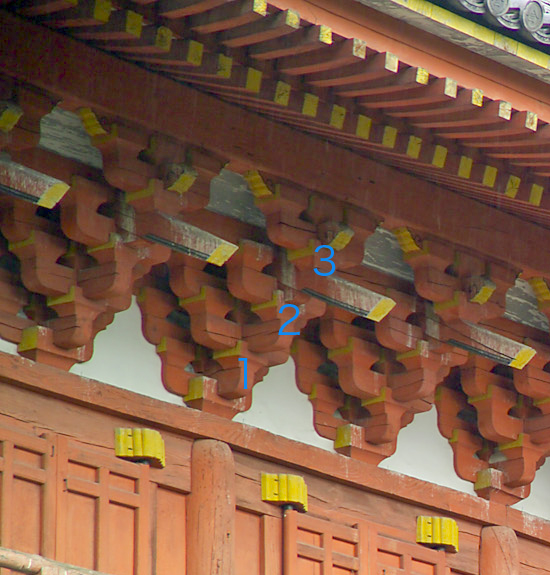
Tokyō intercolumnar, cada uno de los tres pasos tiene un tōrihijiki (Daitoku-ji)
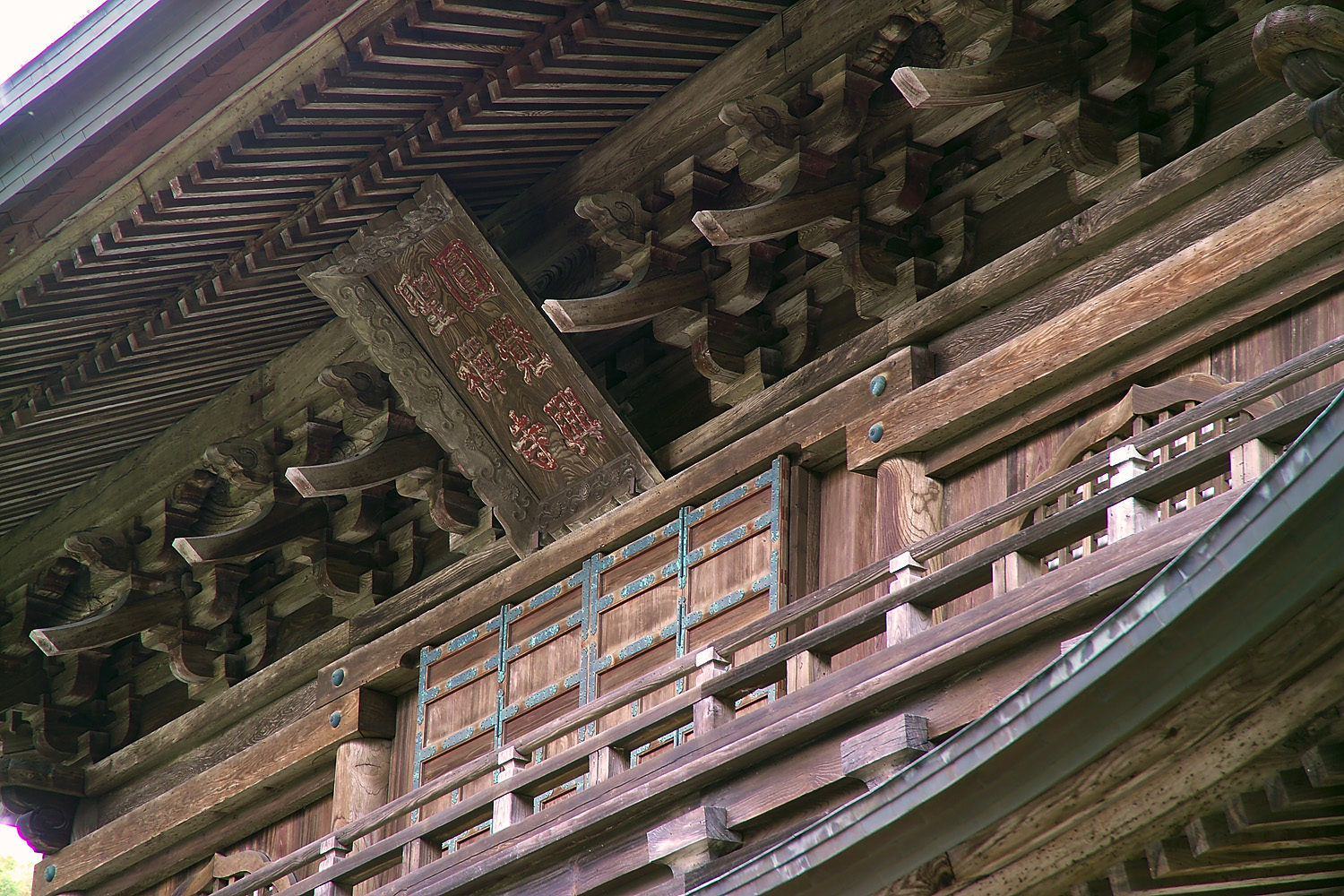
Odaruki (Engaku-ji)
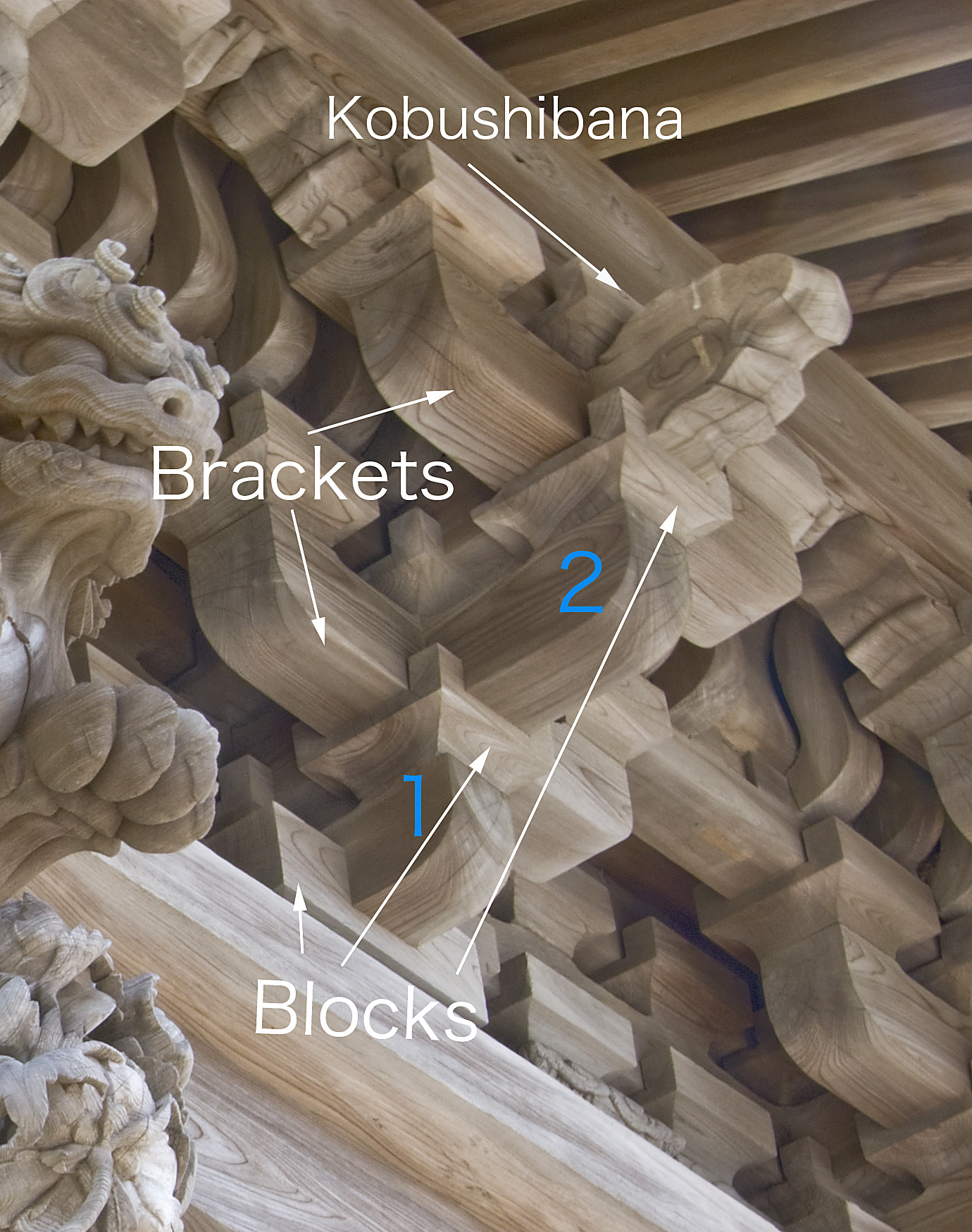
Kobushibana/kibana (Kōmyo-ji).
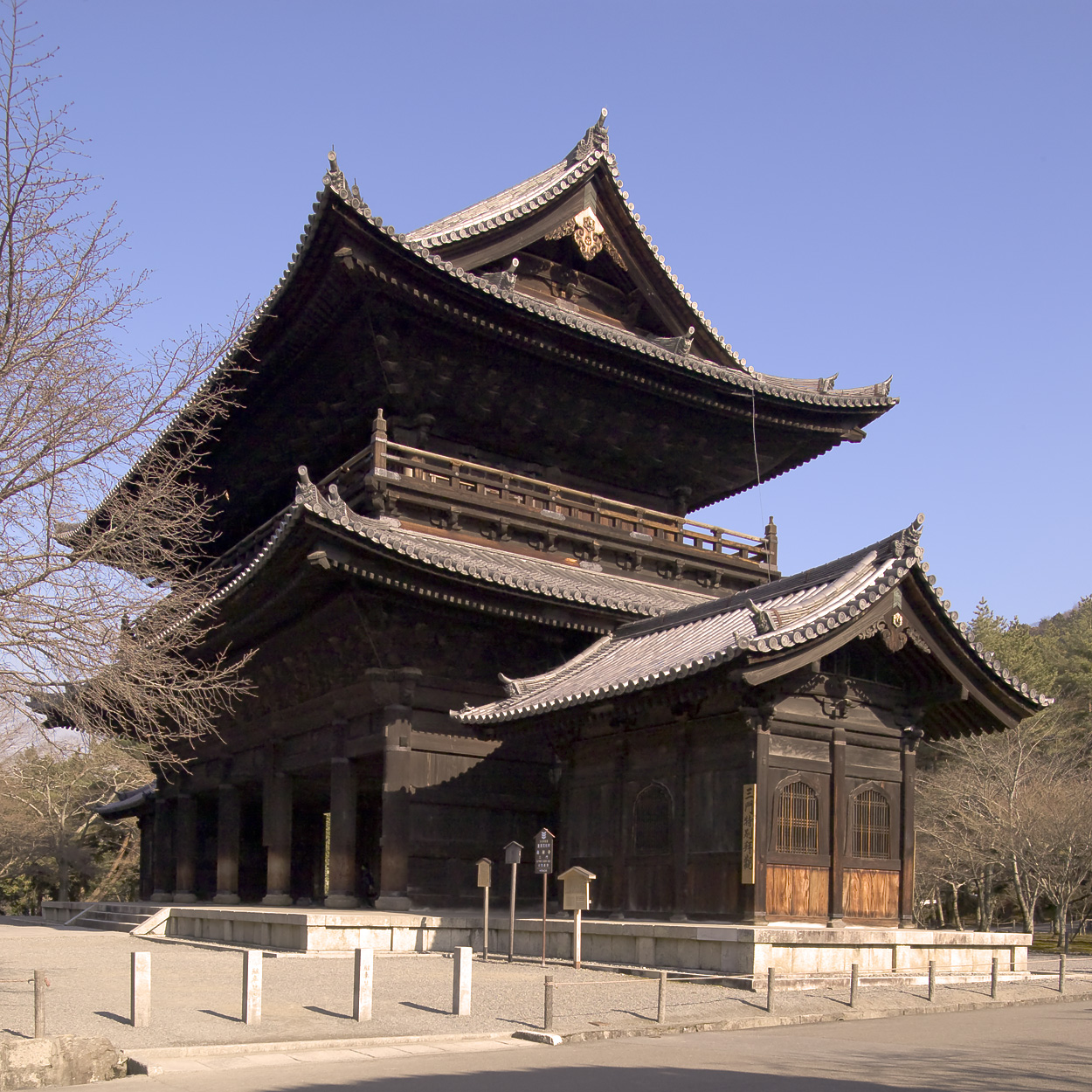
Sanmon (Nanzen-ji)
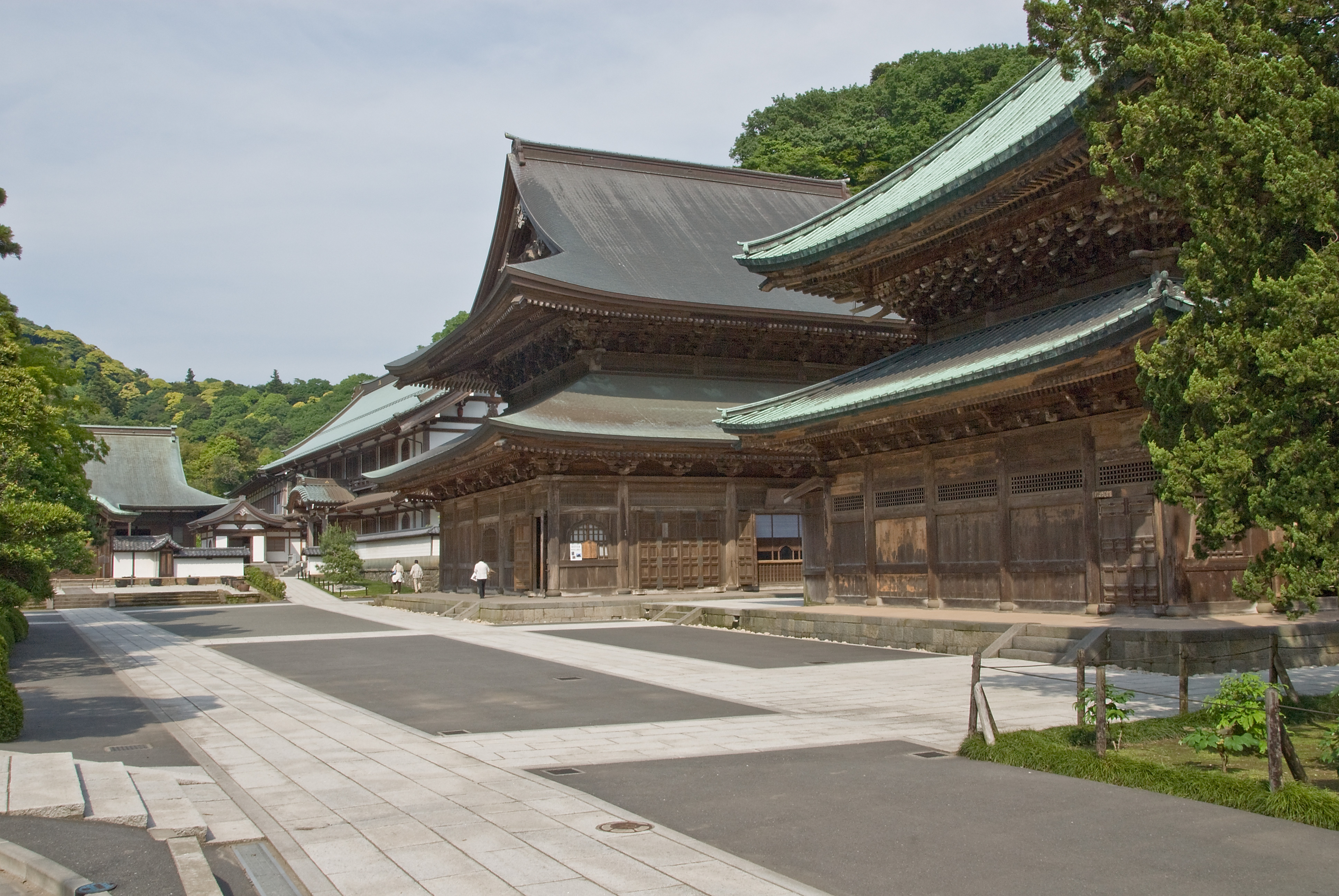
Diseño lineal (Kenchō-ji)
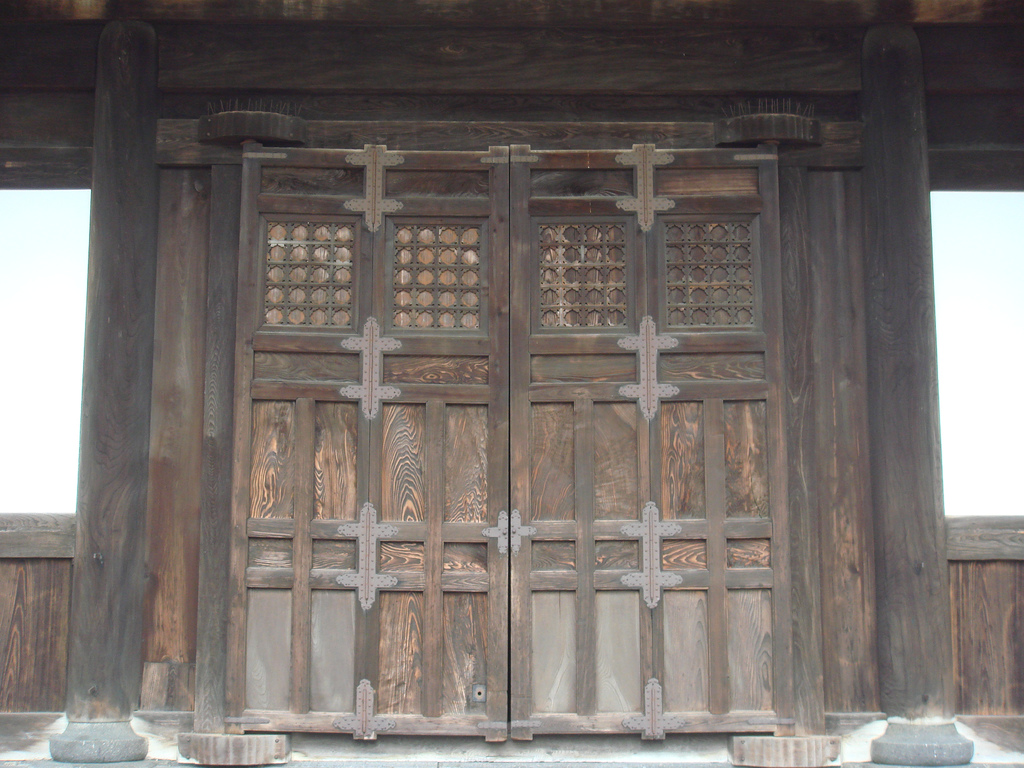
Sankarado (Kennin-ji)